# کیم یونگ جی
کیم یونگ جی (کره‌ای: 김용지؛ زادهٔ ۱۴ آوریل ۱۹۹۱) بازیگر اهل کره جنوبی است که حرفهٔ هنری خود را در سال ۲۰۱۵ آغاز کرده‌است. کیم نخستین حضور خود در یک مجموعه تلویزیونی را در آقای آفتاب (۲۰۱۸) انجام داد. او به خاطر ایفای نقش در افسانه نه دم (۲۰۲۰) شناخته می‌شود.

## فیلم‌شناسی

### فیلم
| سال  | عنوان   | نقش   | منابع |
| ---- | ------- | ----- | ----- |
| ۲۰۲۲ | دوم دوم | یی نا | [ ۴ ] |

### مجموعه تلویزیونی
| سال  | عنوان              | نقش                         | منابع  |
| ---- | ------------------ | --------------------------- | ------ |
| ۲۰۱۸ | آقای آفتاب         | هوتارو                      | [ ۵ ]  |
| ۲۰۱۹ | تماشاگر            | لی هیو جونگ                 | [ ۶ ]  |
| ۲۰۱۹ | دروغ‌های درون       | چوی سو یون                  | [ ۷ ]  |
| ۲۰۲۰ | پادشاه: سلطنت ابدی | میونگ سونگ آه / میونگ نا ری | [ ۸ ]  |
| ۲۰۲۰ | افسانه نه دم       | کی یو ری                    | [ ۹ ]  |
| ۲۰۲۳ | افسانه نه دم ۱۹۳۸  | سون‌وو اون هو                | [ ۱۰ ] |

### مجموعه اینترنتی
| سال  | عنوان | نقش     | توضیحات | منابع  |
| ---- | ----- | ------- | ------- | ------ |
| ۲۰۲۲ | کسی   | موک اون |         | [ ۱۱ ] |